# Беггров, Александр Карлович
Алекса́ндр Ка́рлович Бе́ггров, Бегров (нем. Alexander Beggrow; 17 [29] декабря 1841, Санкт-Петербург — 14 [27] апреля 1914, Гатчина, Санкт-Петербургская губерния) — русский живописец и акварелист немецкого происхождения, сын литографа Карла Беггрова; маринист, последователь академической школы, близкий к реалистам. Академик (с 1899) и почётный член (с 1912) Императорской Академии художеств, член Товарищества передвижных художественных выставок (с 1876; экспонент с 1874).

## Биография

### Детство и юность
Александр Беггров родился в семье петербургского акварелиста и литографа Карла Иоахима Беггрова, академика Императорской Академии художеств.
C 1853 по 1863 год учился в Санкт-Петербурге в Николаевском инженерном и Морском инженерно-артиллерийском училищах. Его ранние произведения написаны под влиянием популярного французского мариниста Луи Изабе. Рисовал не только маслом, но и с удовольствием создавал акварельные произведения.

### Служба на флоте
По окончании училища в 1863 году в чине прапорщика Корпуса инженер-механиков поступил на службу на Императорский Балтийский флот. Отправился в первое плавание на фрегате «Ослябя», а затем на фрегате «Александр Невский». При возвращении в 1868 году «Александр Невский» потерпел крушение у берегов Дании и затонул. Ставший свидетелем кораблекрушения и спасшийся с большей частью остального экипажа, Беггров познакомился со своим будущим наставником, художником главного морского штаба маринистом Алексеем Боголюбовым, которому были заказаны две картины, изображавшие гибель фрегата. Чтобы их создать, пожилой художник черпал информацию из эскизов и рисунков Беггрова. В 1870 году знакомство с влиятельным художником помогло юноше в качестве вольнослушателя (своекоштного) поступить в Императорскую Академию художеств. Обучаясь в Академии посещал пейзажный класс Михаила Константиновича Клодта.
Вплоть до 1870 года заведовал чертежной мастерской в Адмиралтействе.
Будучи офицером винтового фрегата «Светлана» сопровождал великого князя Алексея Александровича в кругосветном плавании в 1871—1872 годах.
В 1873 году за картины «Вид города Канеа в Кандии», «Императорская яхта „Держава“» и «Пароход „Великий князь Константин“» Александр Беггров был награждён Малой серебряной медалью Императорской Академии художеств.

### Во Франции
В 1874 году Беггров выходит в отставку и уезжает в Париж, где продолжает образование в мастерских Леона Бонна и А. П. Боголюбова, уехавшего во Францию в 1873 году. Во Франции Беггров знакомится с группой русских художников-передвижников (в том числе с И. Е. Репиным, К. А. Савицким и т. д.)

### В России
В 1875 году, в связи со смертью отца, возвращается в Россию. В 1879 году на фрегате «Светлана» совершает плавание вокруг Европы из Кронштадта в Грецию. После путешествия около двух лет живёт и работает во Франции.
С 1874 года Александр Беггров участвует в выставках Товарищества передвижных художественных выставок и в 1876 году становится полноправным членом Товарищества.

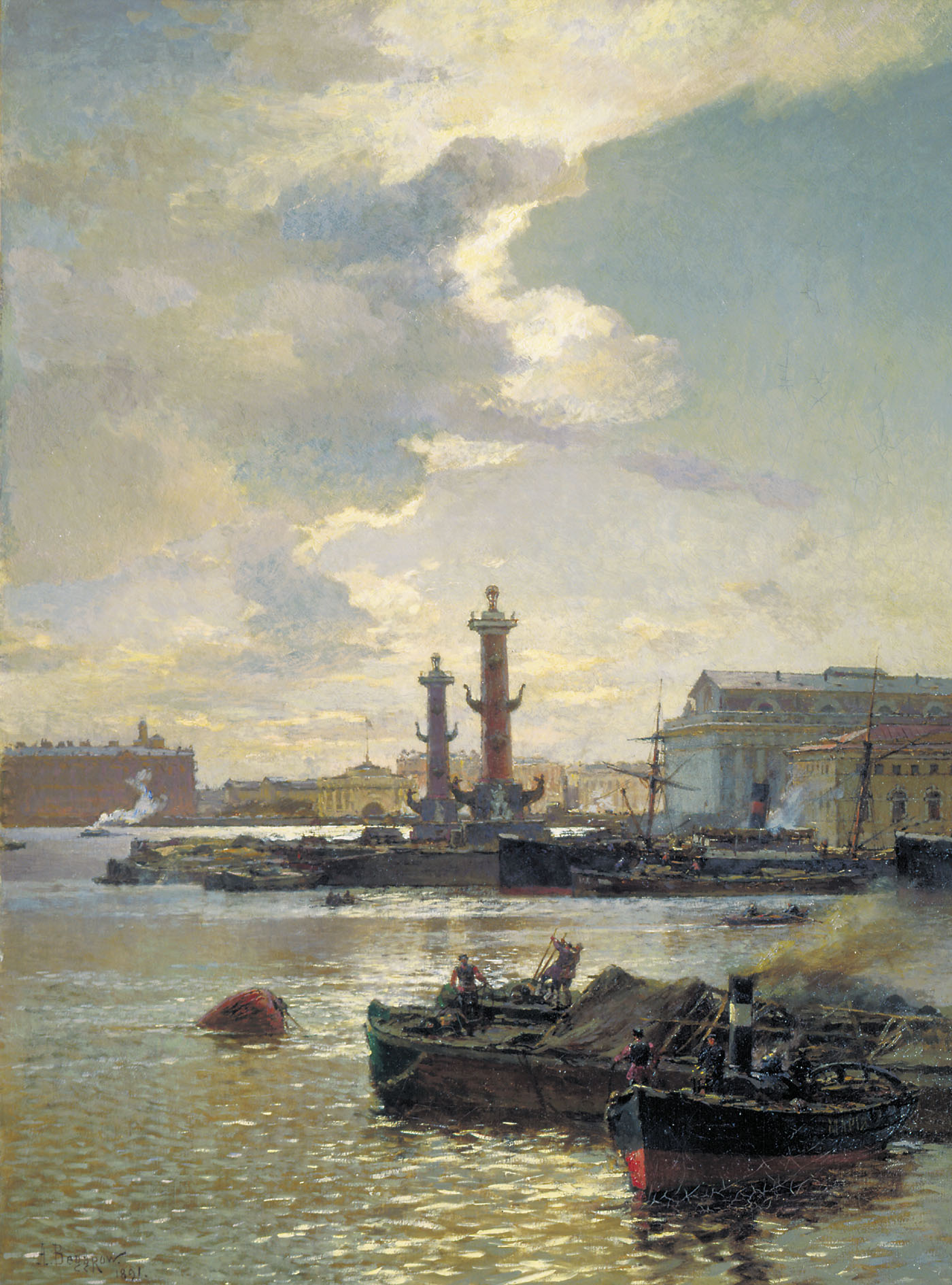
«Петербургская Биржа», (1891) — Государственная Третьяковская галерея.

В 1878 году А. К. Беггров назначается художником Морского министерства и остаётся в этой должности до конца жизни.
Экспонент Всемирных выставок в Вене (1873) и Париже (1878, 1900), за картину «Вид Невы и Стрелки Васильевского острова с Фондовой биржей» удостоен в 1878 году высшей награды на Всемирной выставке в Париже.
В 1885 году художник стал одним из учредителей Общества русских акварелистов. В 1899 году А. К. Беггров удостаивается звания академика Императорской Академии художеств, а в 1912 году Совет академии присваивает художнику звание почётного члена Императорской Академии художеств.
В 1892 году поселился в Гатчине, где построил дом и разбил небольшой сад.

### Последние годы
После смерти жены в 1903 году, снимал квартиру на Соборной улице. С 1906 года безвыездно живёт в Гатчине. Последние полтора года жизни из-за тяжелой болезни (согласно некрологу «Нового времени», воспаления мочевого пузыря) был вынужден оставить занятия живописью. В 1912 году пожертвовал Императорской Академии художеств 63900 рублей для помощи «бедным художникам, их вдовам и сиротам».
В ночь с 14 на 15 апреля 1914 года Александр Беггров, измученный неизлечимой болезнью, покончил с собой выстрелом в сердце. Похоронен 17 апреля 1914 года в лютеранской части Гатчинского городского кладбища рядом с женой Люсией Беггровой.

## Современные выставки художника
- 2001 — Выставка, посвящённая 160-летию А. К. Беггрова в Центральном военно-морском музее[17].
- 2008 — Выставка «Русская маринистика XIX века. Шедевры морского музея России» в Новосибирском государственном художественном музее[12].

## Галерея

### Морские пейзажи

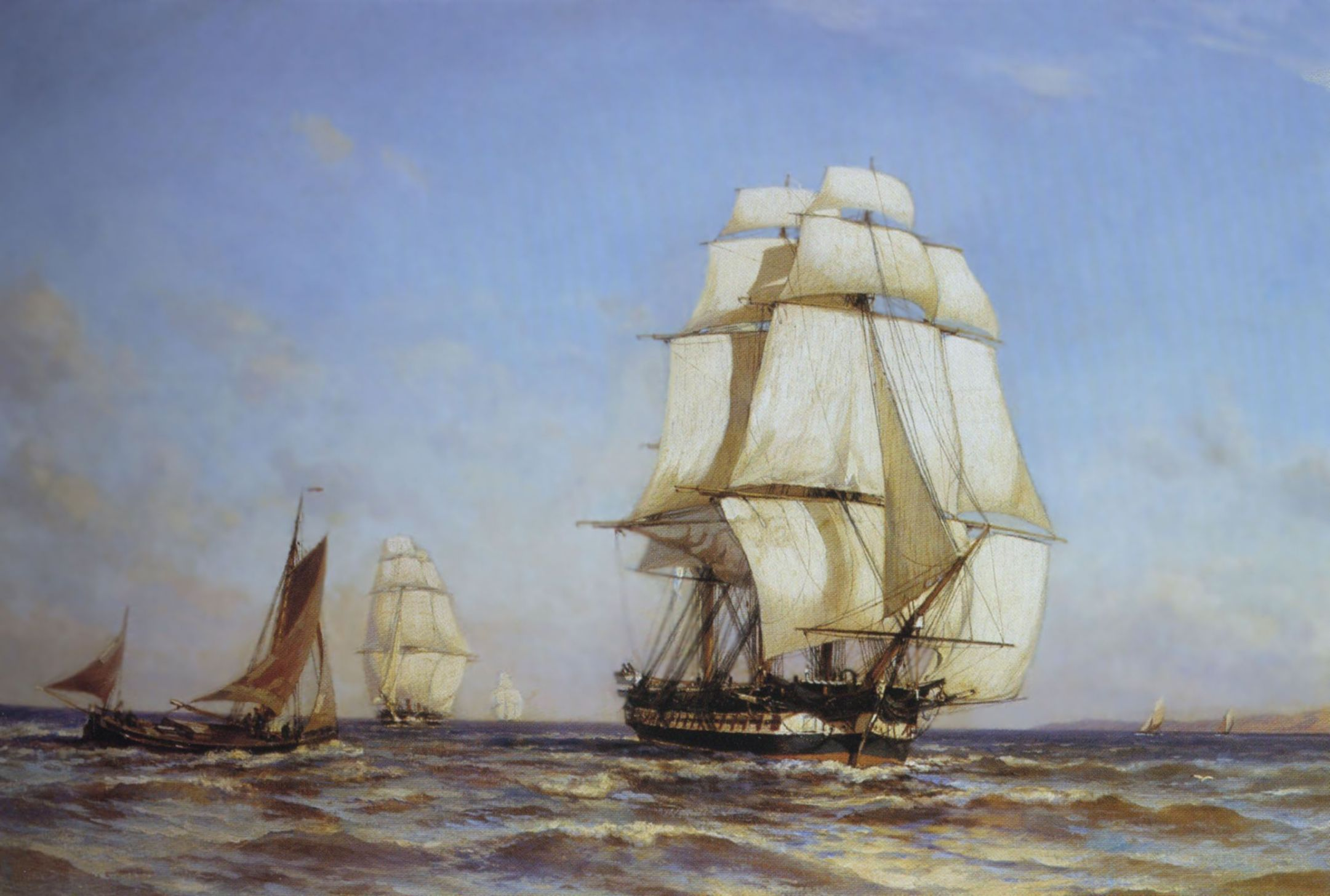
«Фрегат „Меркурий“», (1879) — Центральный военно-морской музей
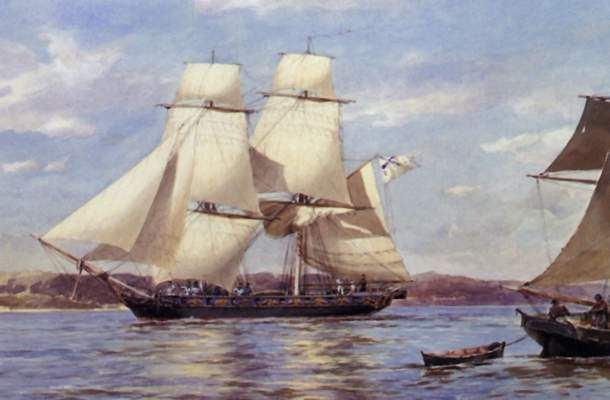
«Яхта «Дружба» 1826—1848 годы», (1892) — Центральный военно-морской музей
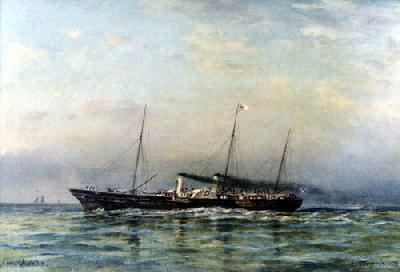
«Яхта «Ливадия»», (1878) — Музей изобразительных искусств Республики Карелия
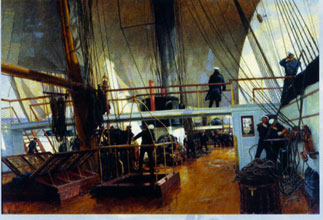
«На палубе фрегата «Светлана»», (1881) — Центральный военно-морской музей
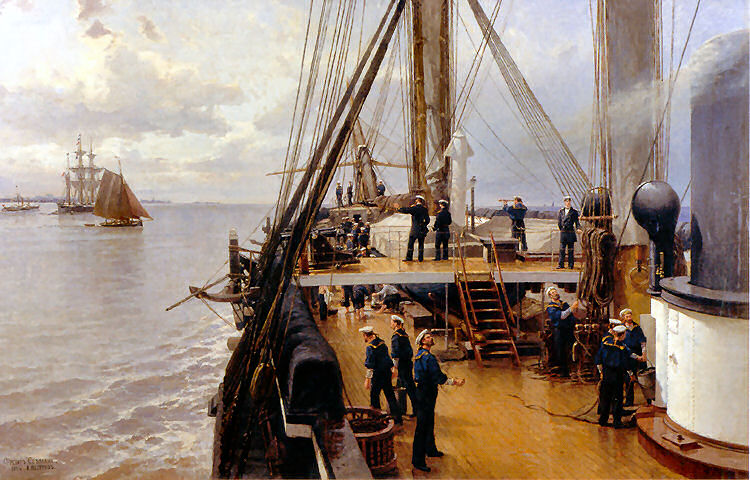
На палубе фрегата «Светлана», (1884) — Центральный военно-морской музей.
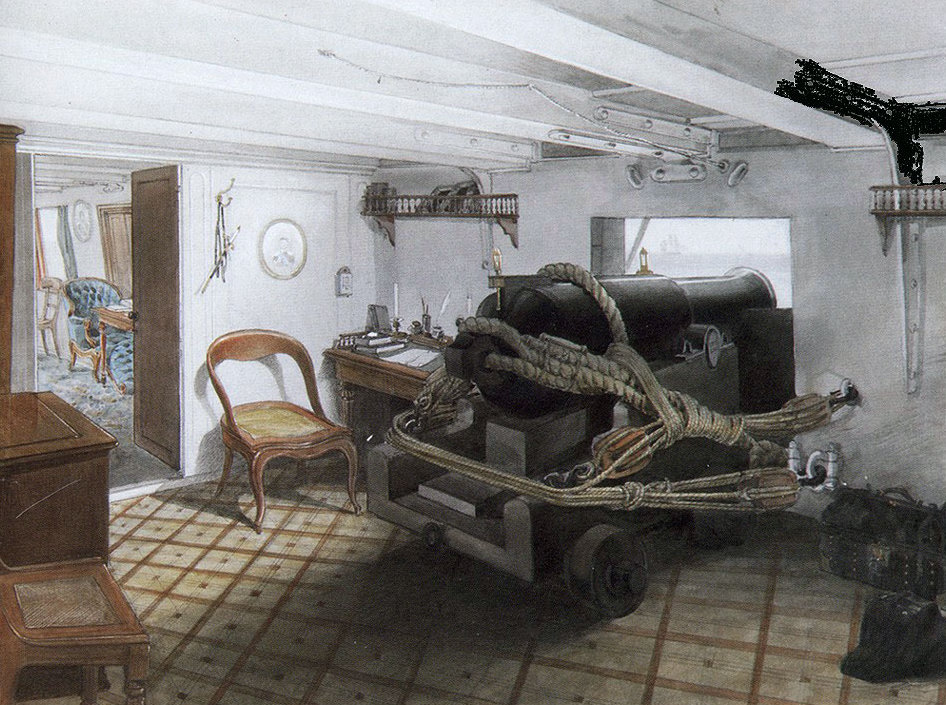
«Орудийный каземат фрегата «Ослябя», (ранее 1914) — Центральный военно-морской музей
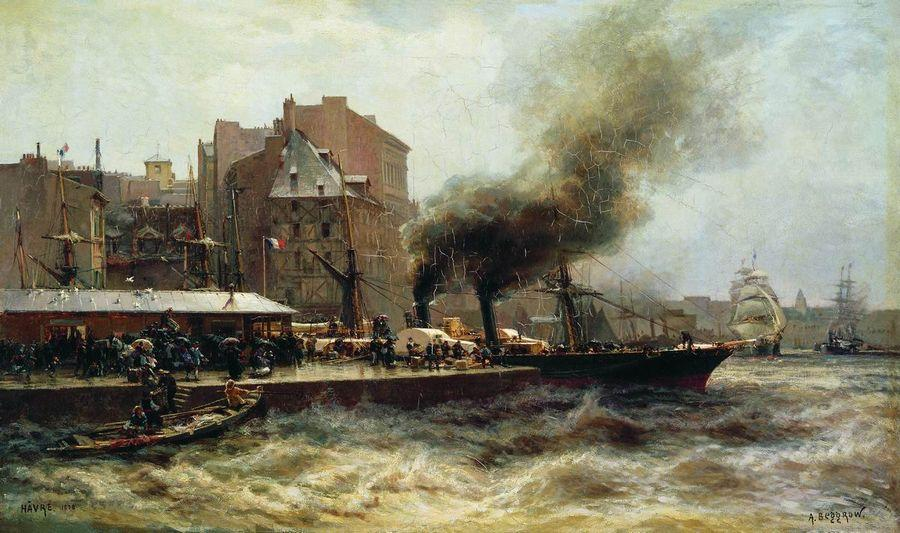
«Гавр. Вход в порт во время прилива», (1876) — Государственный Русский музей
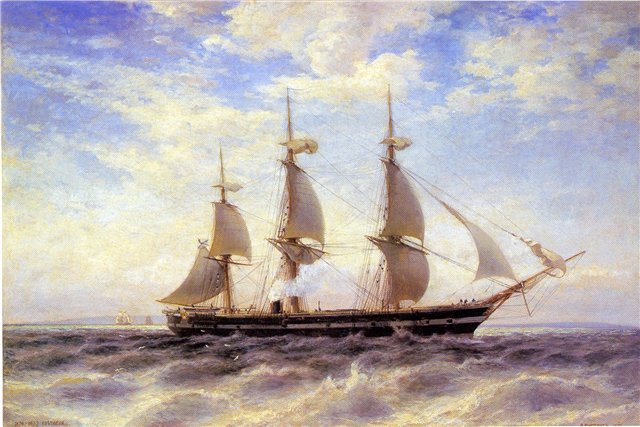
«Винтовой фрегат «Светлана»», (1878) — Центральный военно-морской музей
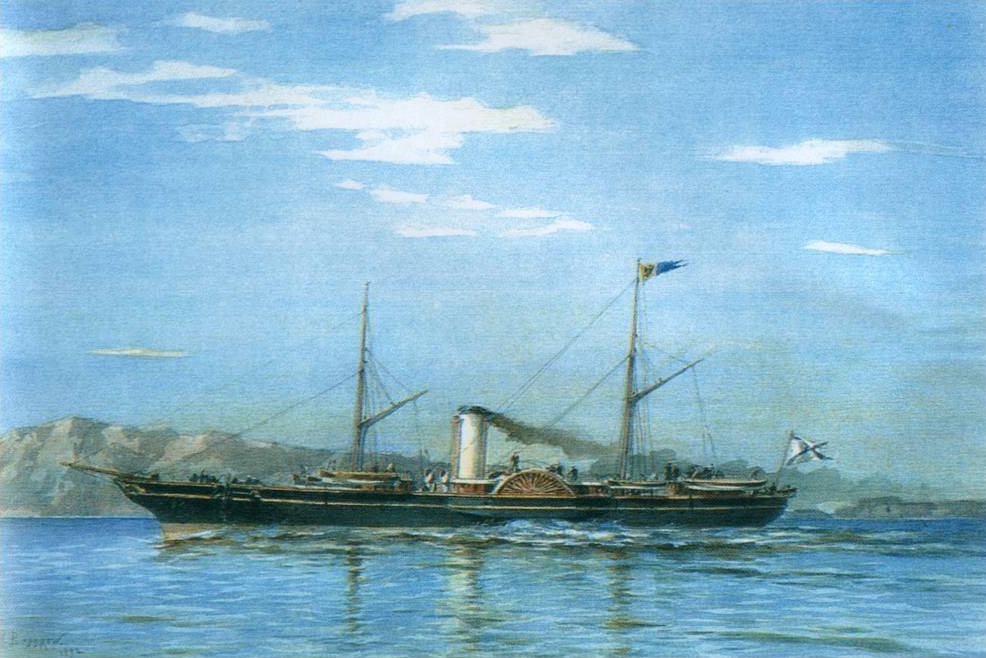
«Императорская яхта «Штандарт» (1858—1879)», (1892) — Центральный военно-морской музей
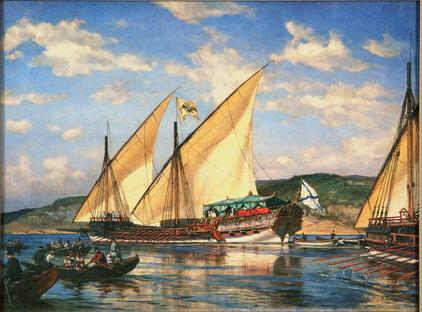
«Галера «Тверь»», (1879) — Центральный военно-морской музей
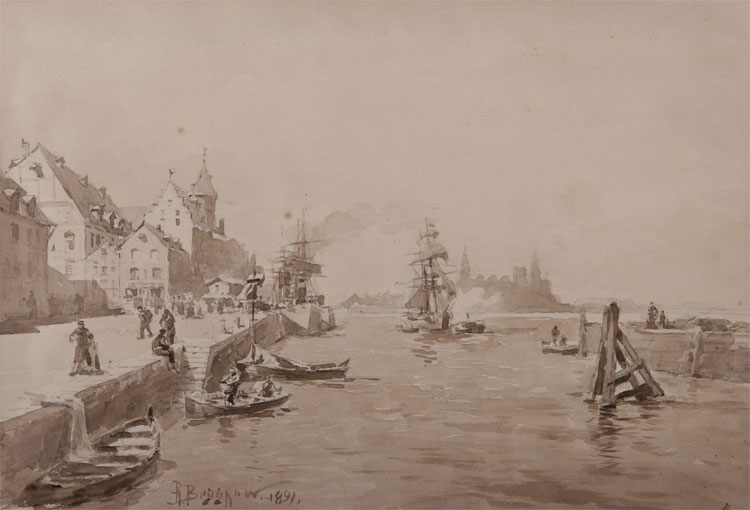
«Городской пейзаж», (1891) — Государственный Русский музей
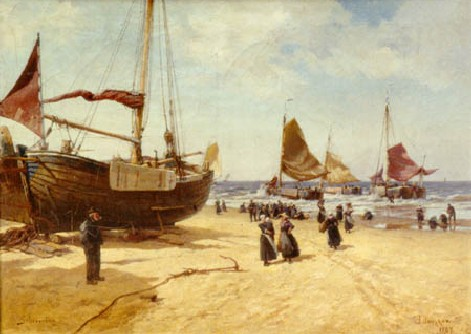
«Лодки на берегу», (1887) — частное собрание
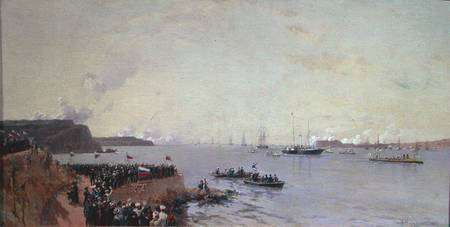
«Прибытие Императора Александра III в Севастополь», (1887) — частное собрание
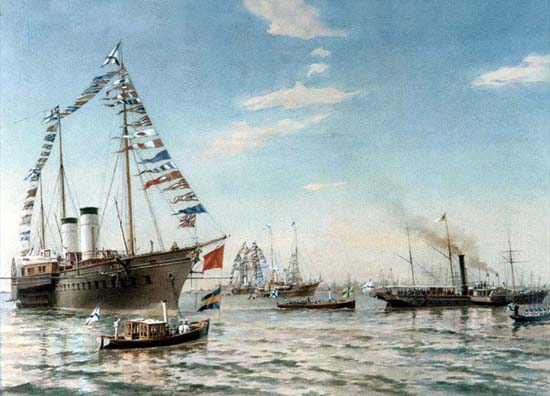
«Встреча германского императора Вильгельма I на Большом Кронштадтском рейде 7 июля 1882 года», (1888) — Центральный военно-морской музей
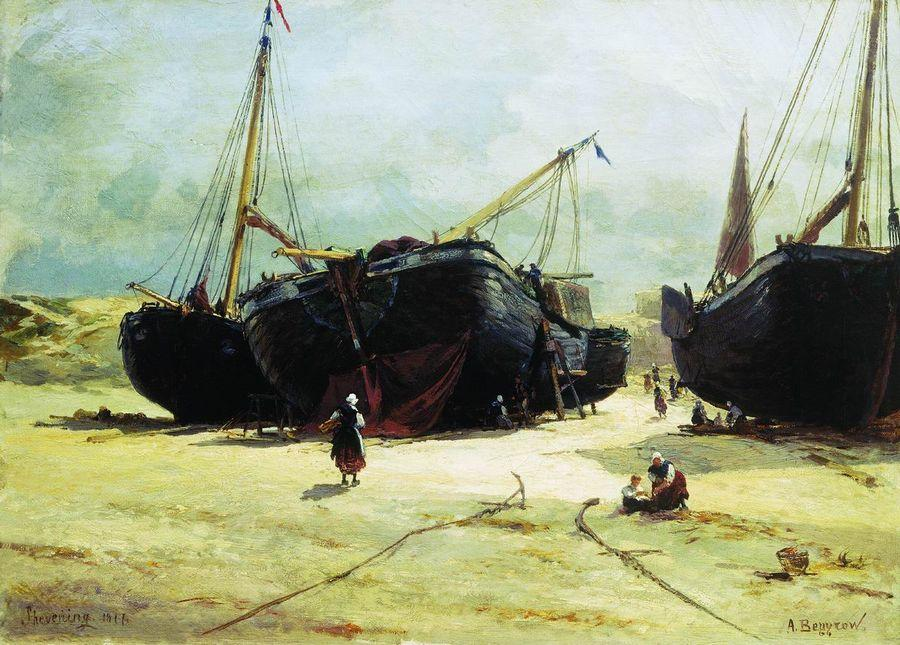
«Схевенинген. Починка рыбачьих судов», (1877) — Саратовский художественный музей имени А. Н. Радищева
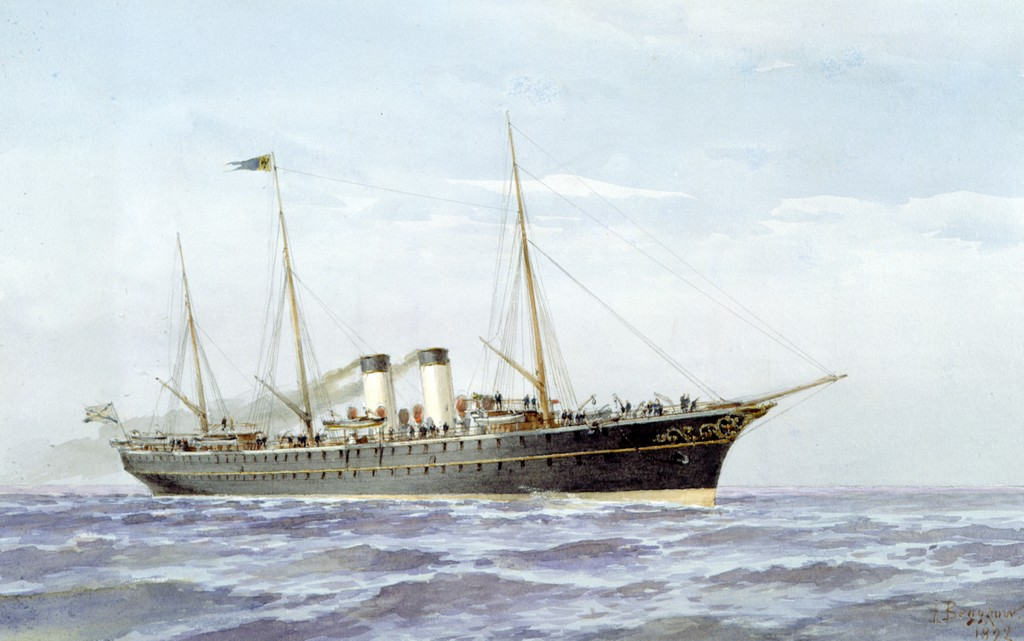
«Императорская яхта «Полярная звезда». 1890 год», (1892) — Центральный военно-морской музей
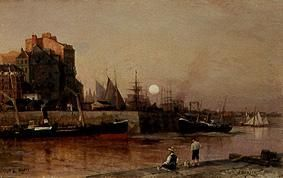
«В порту Гавр», (1889) — Архангельский художественный музей
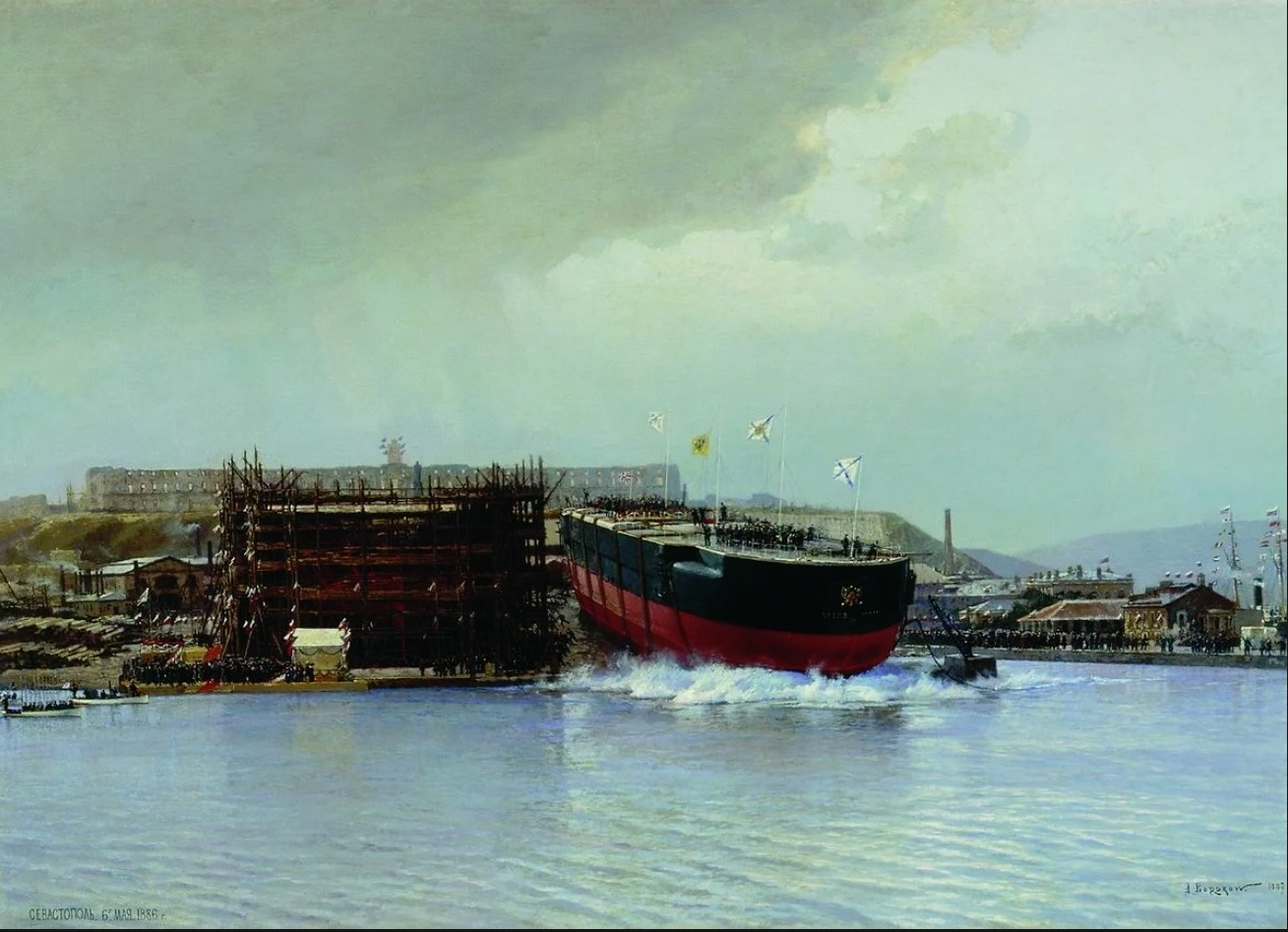
«Спуск броненосца «Чесма» в Севастополе. 1886 год», (1887) — Центральный военно-морской музей
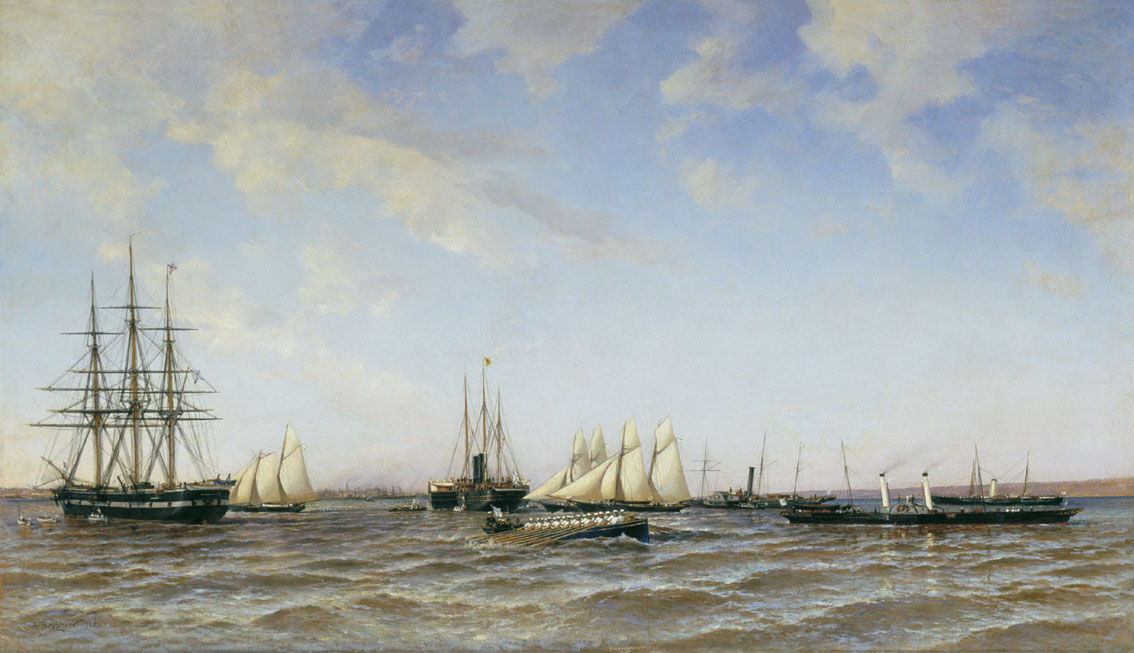
«Гонки яхт "Держава" и "Александрия" на Малом Кронштадтском рейде», (1880) — Центральный военно-морской музей
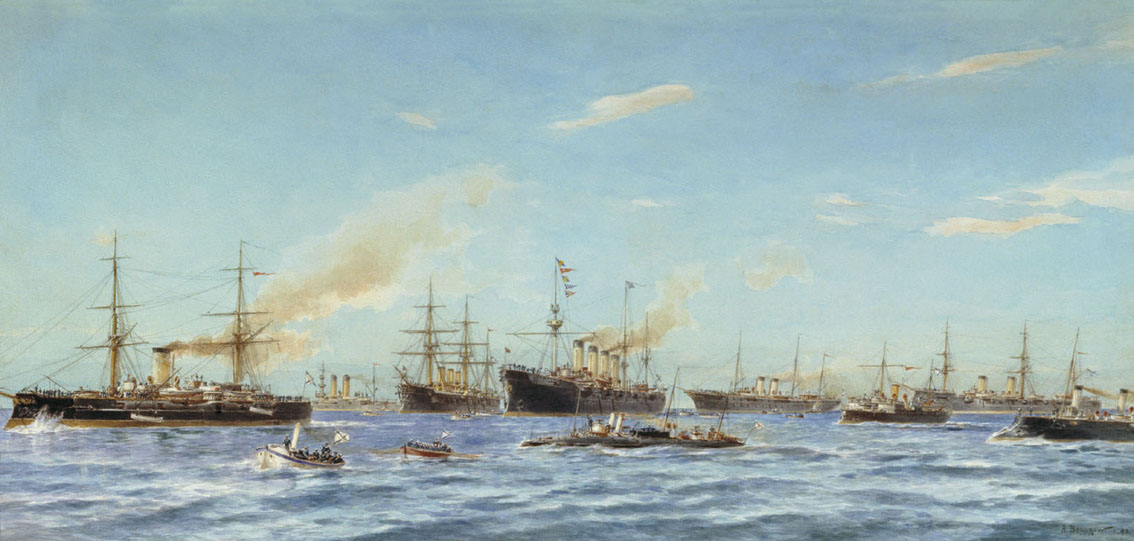
«Корабли, построенные в 1883-1896 годах на Балтийском судостроительном и Механическом заводе в Санкт-Петербурге корабельным инженером Н. Е. Титовым», (1896) — Центральный военно-морской музей
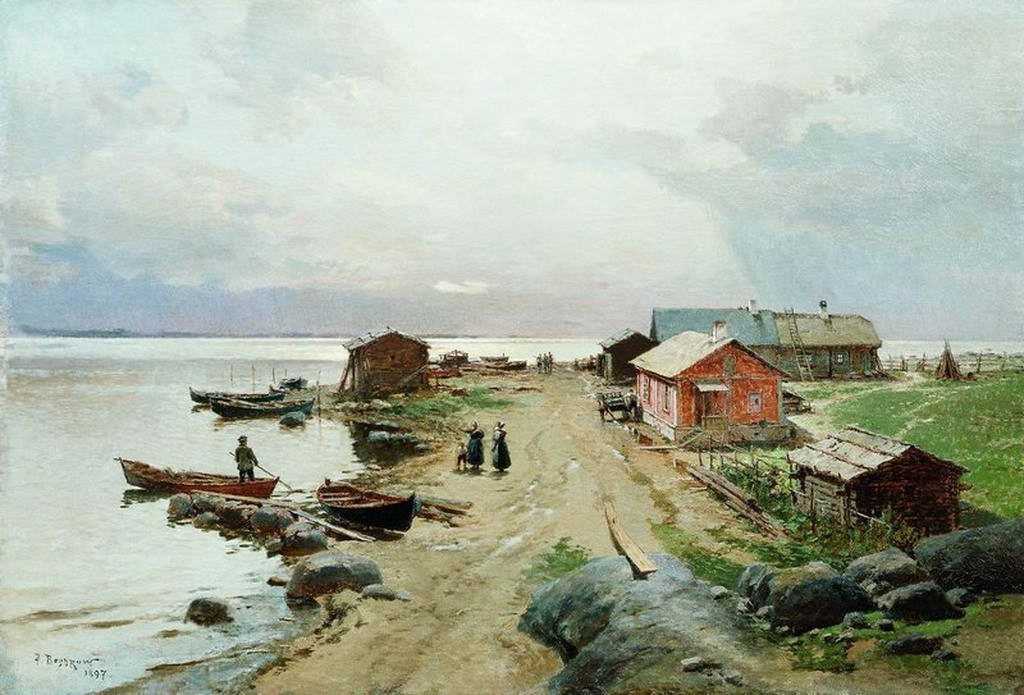
«Берег в окрестностях Гапсаля», (1897) — Ярославский художественный музей
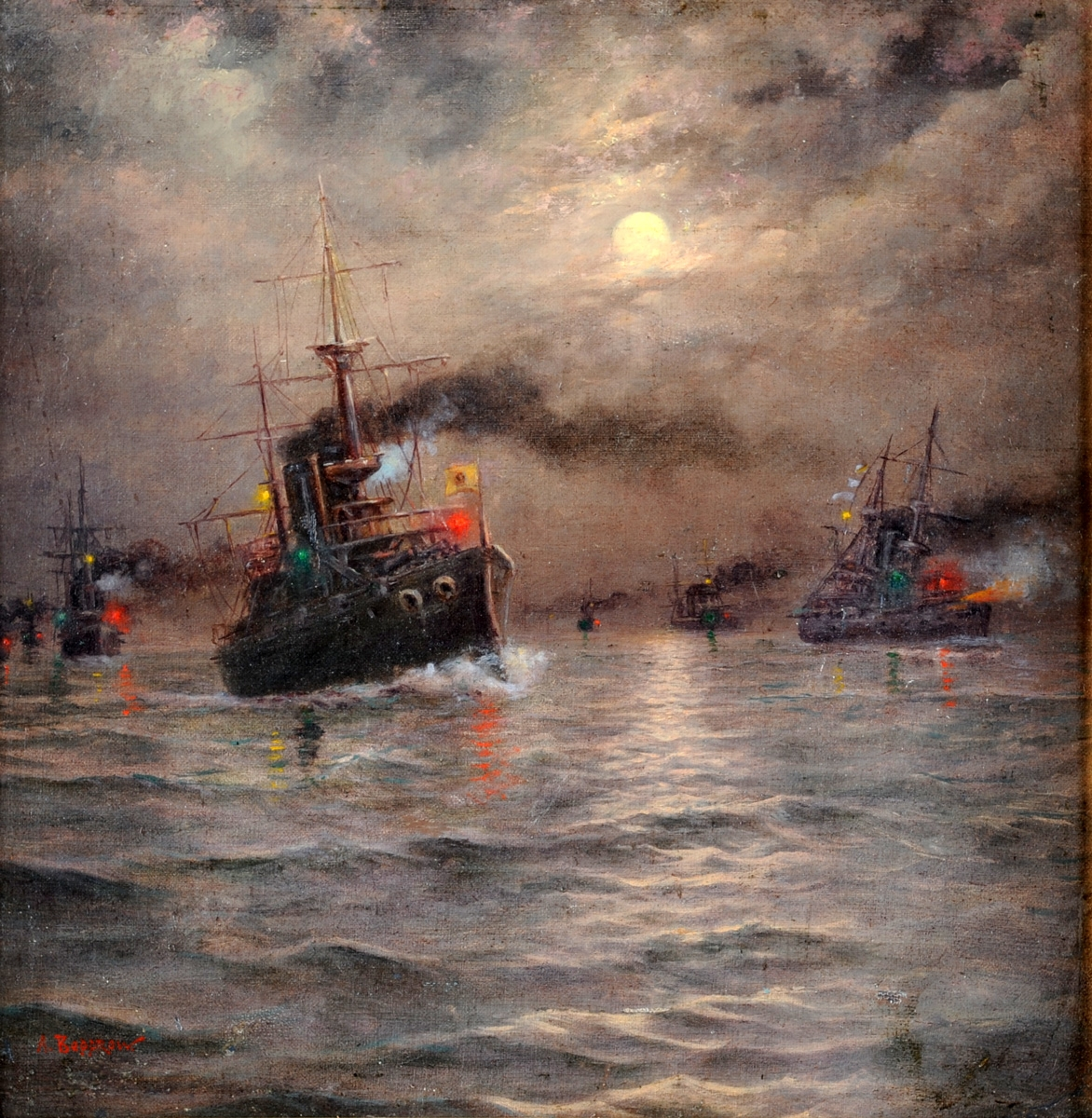
«Морской бой», (1880-е) — частное собрание
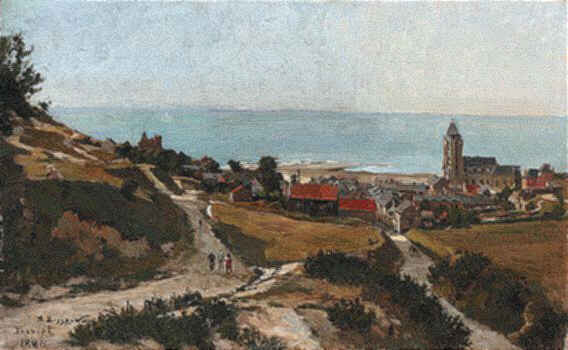
«Трепорт», (1881) — частное собрание
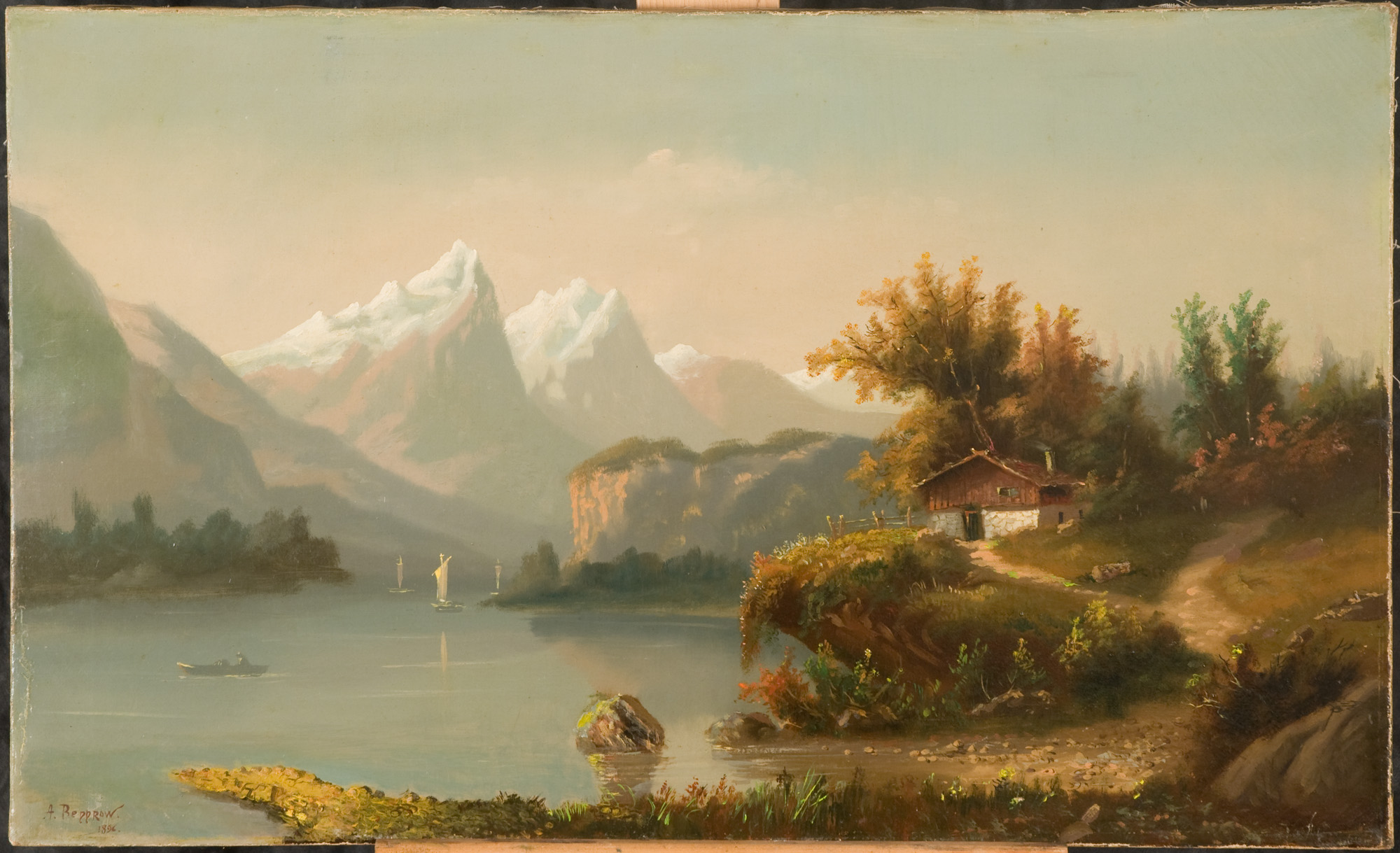
«Пейзаж», (1896) — частное собрание
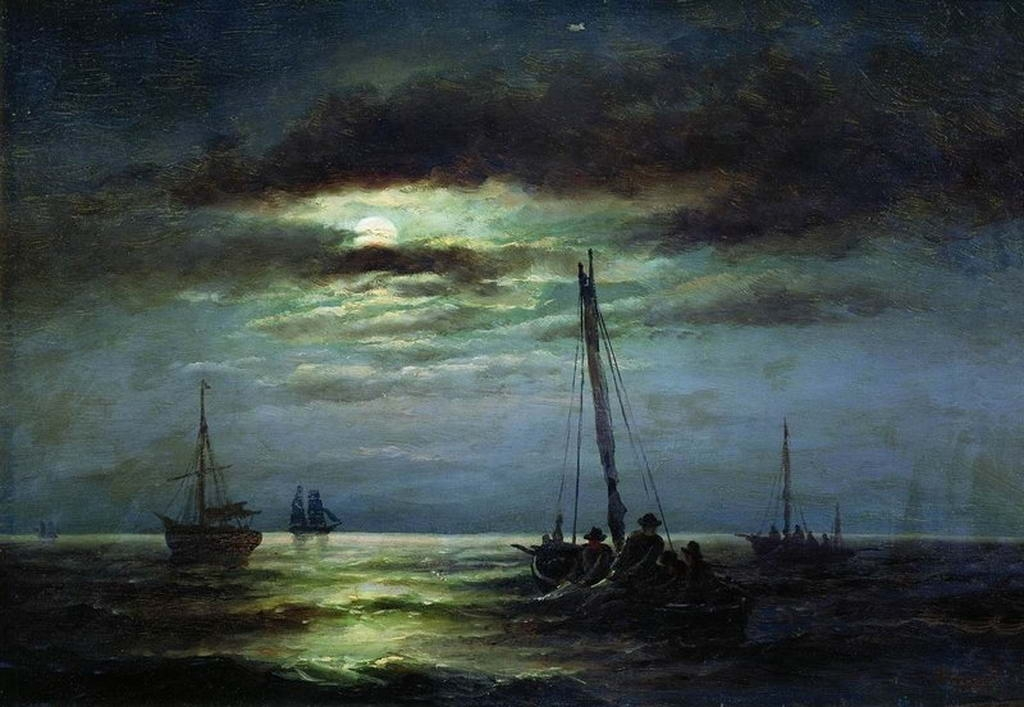
«Ночь на реке», (1891) — частное собрание

### Цикл петербургских пейзажей

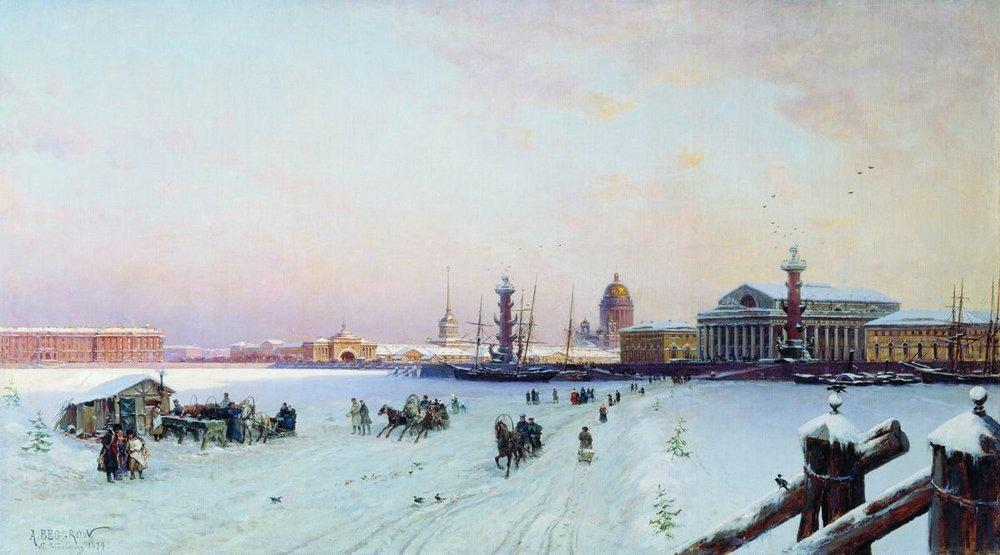
«Вид Невы и Стрелки Васильевского острова с Фондовой биржей», (1879) — Государственный музей А. С. Пушкина.
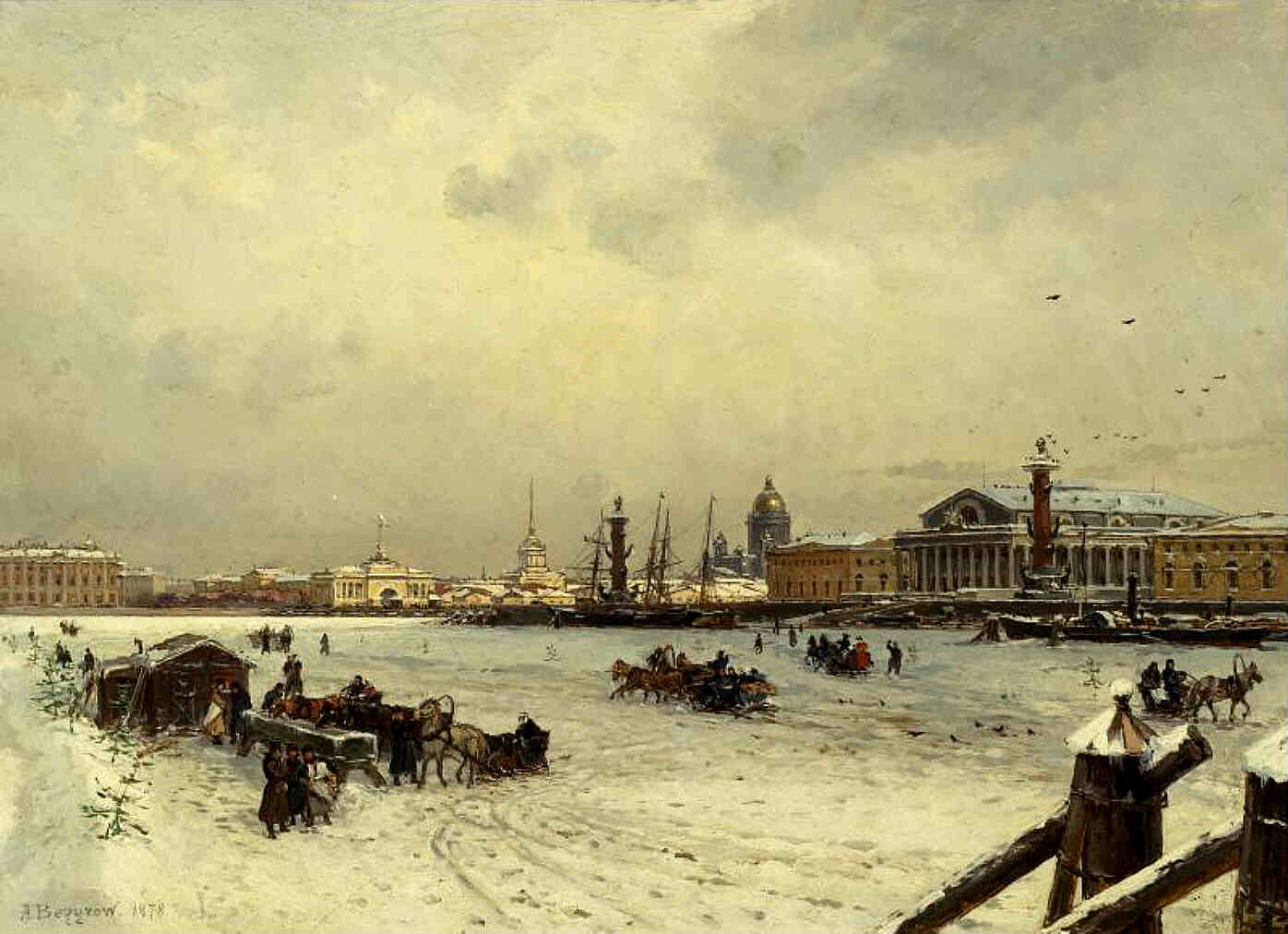
«Вид на Санкт-Петербург зимой, с куполами Исакиевского собора», (1878) — частное собрание
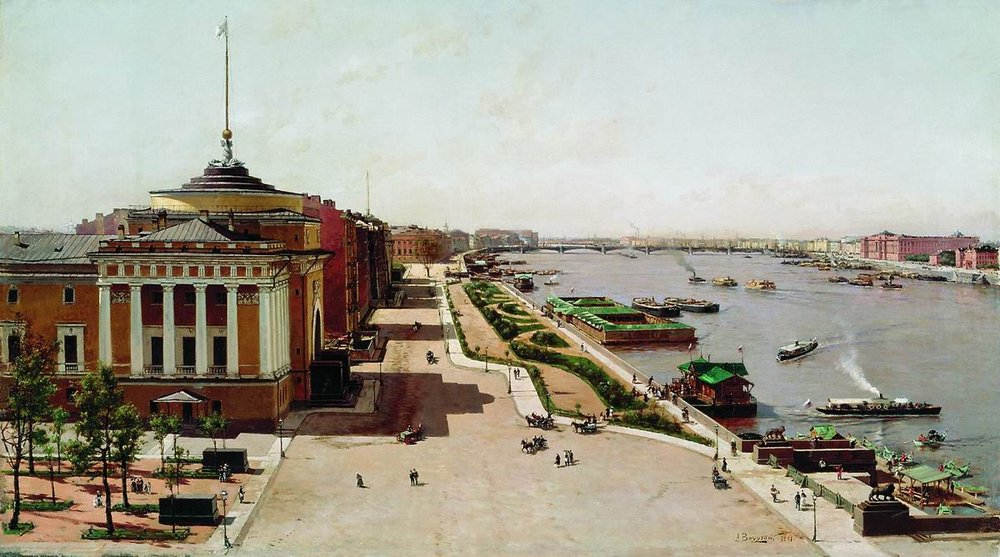
«Вид на Неву от Зимнего дворца», (1881) — Государственный Русский музей
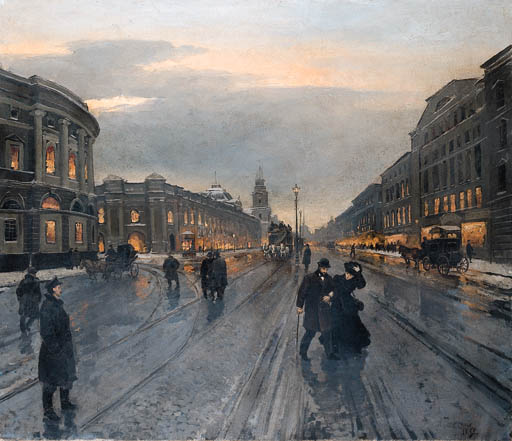
«Вид на Невский проспект», (1882) — частное собрание
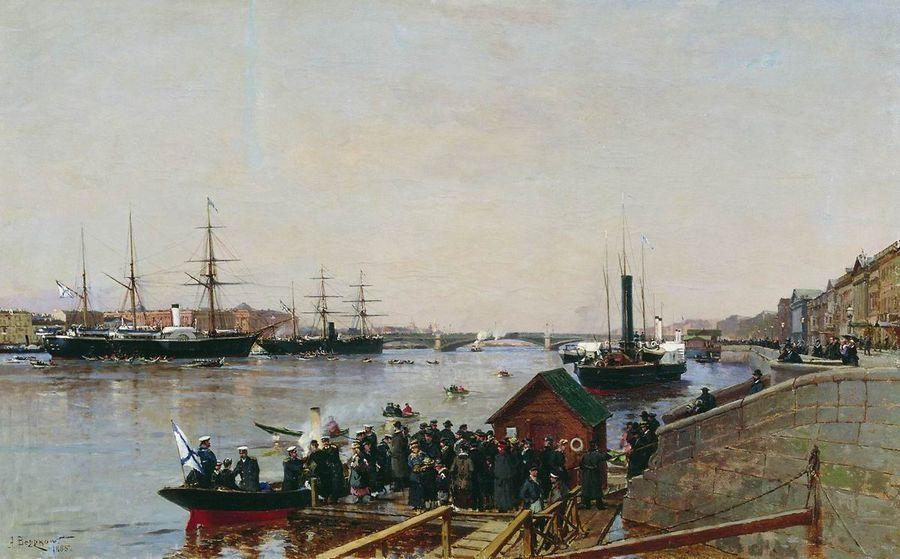
«Пристань на Неве», (1885) — Севастопольский художественный музей имени П.М. Крошицкого
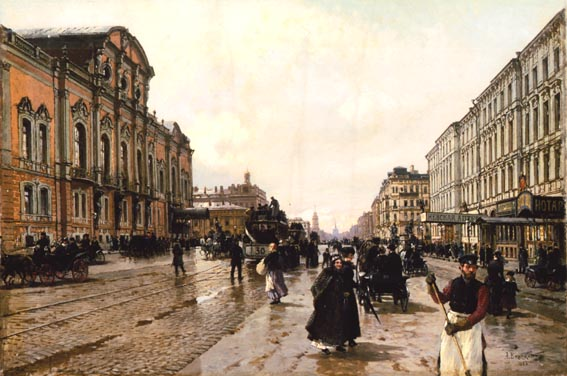
«Утром на Невском проспекте», (1886) — частное собрание
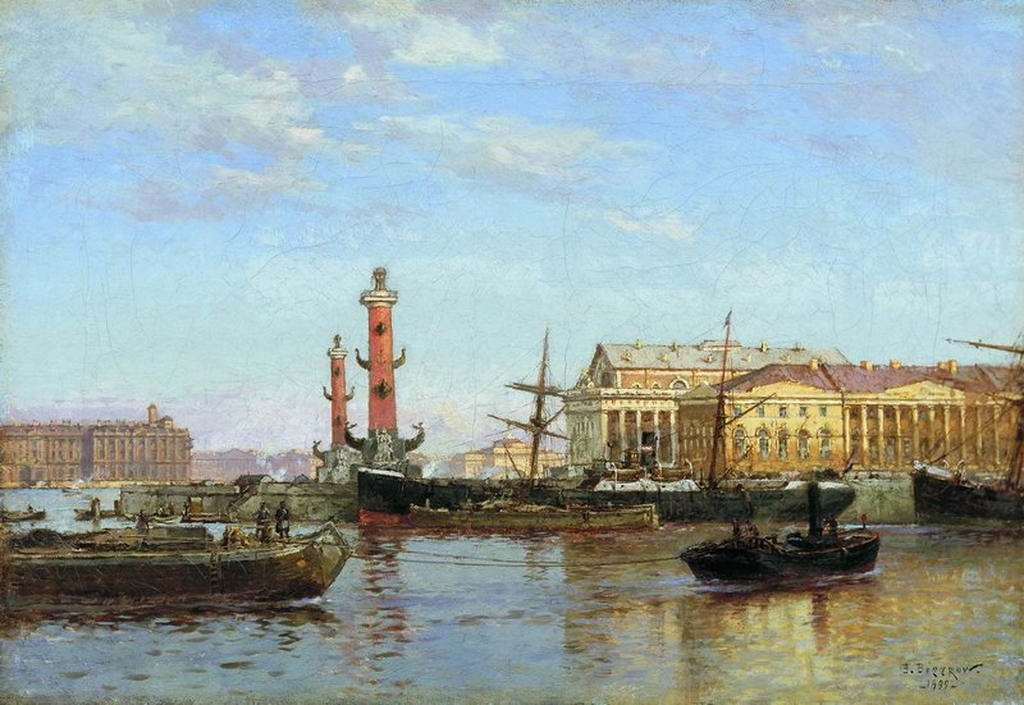
«Петербург со стороны Невы», (1899) — Астраханская государственная картинная галерея имени П.М. Догадина
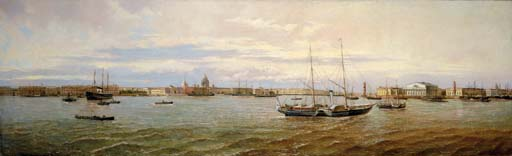
«Вид на левый берег Невы и стрелку Васильевского острова, Санкт-Петербург», (1908) — частное собрание
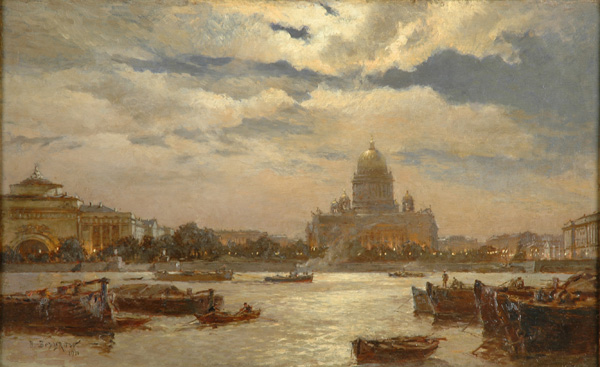
«Вид Санкт-Петербурга в сумерки», (1911) — частное собрание
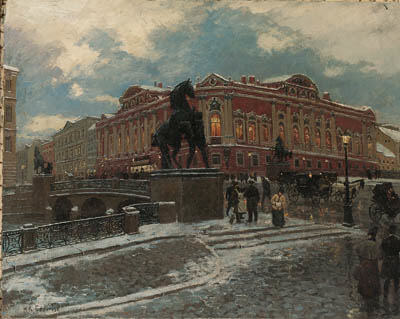
«Вид на Аничков мост в Санкт-Петербурге», (ранее 1914) — частное собрание
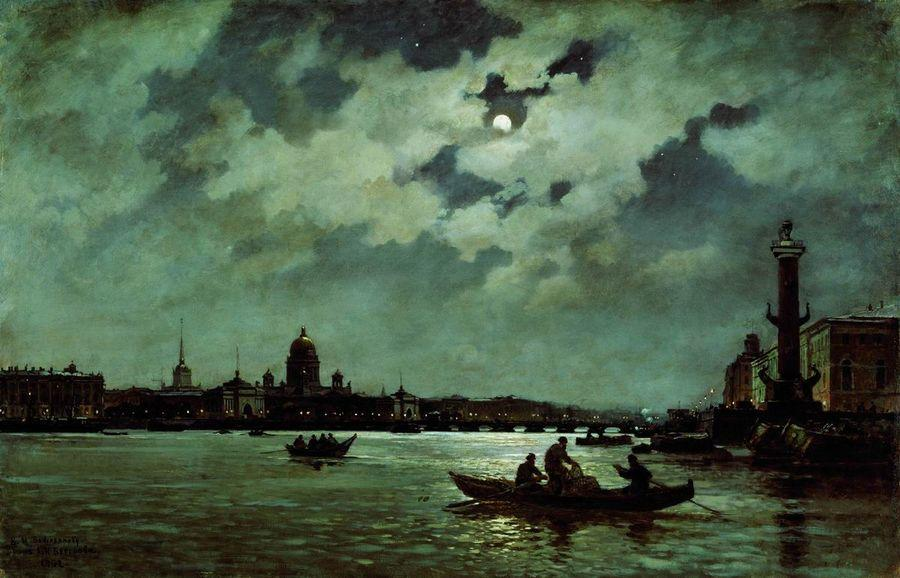
«Вид на Неву и Адмиралтейскую набережную в лунную ночь», (ранее 1914) — Государственный Русский музей
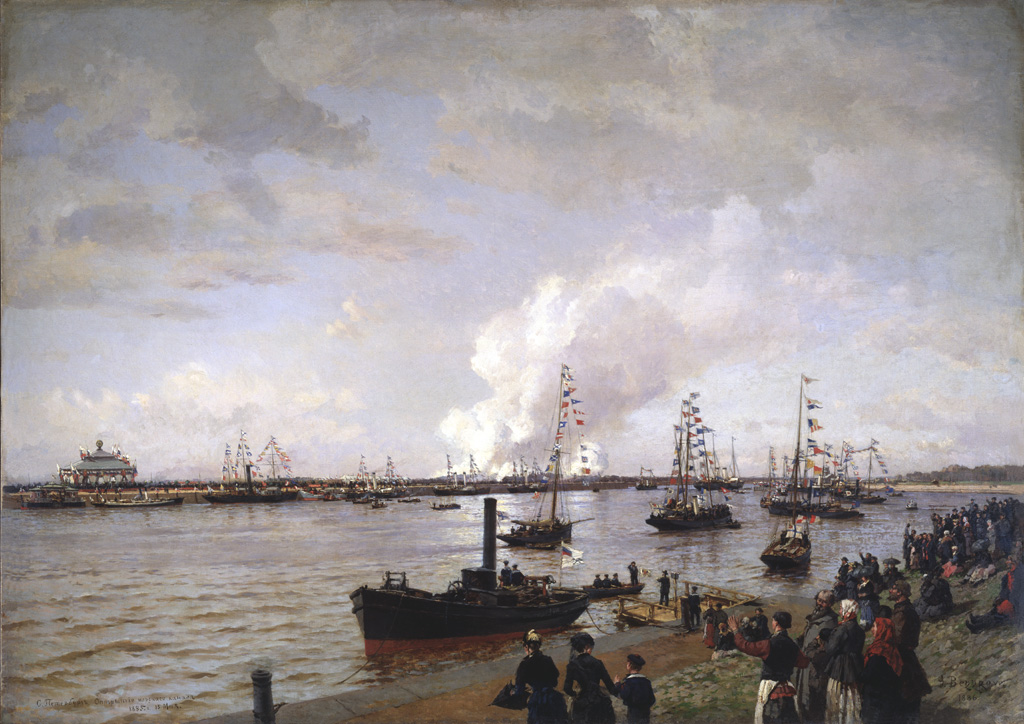
«Открытие морского канала в Санкт-Петербурге в 1885 году», (1886) — Центральный военно-морской музей
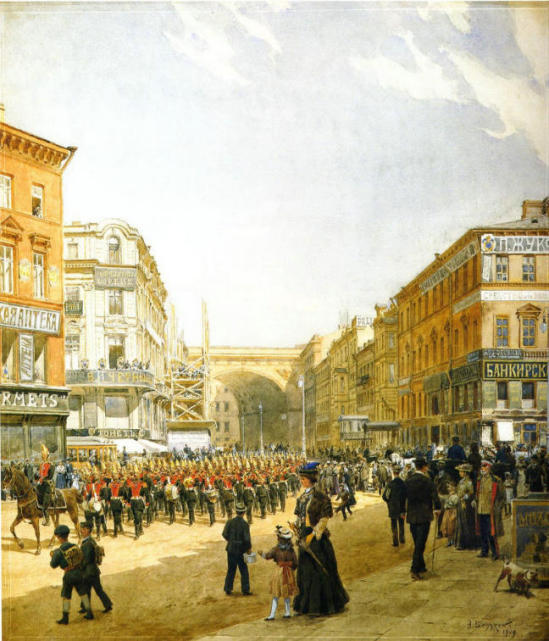
«Большая Морская улица», (1903)
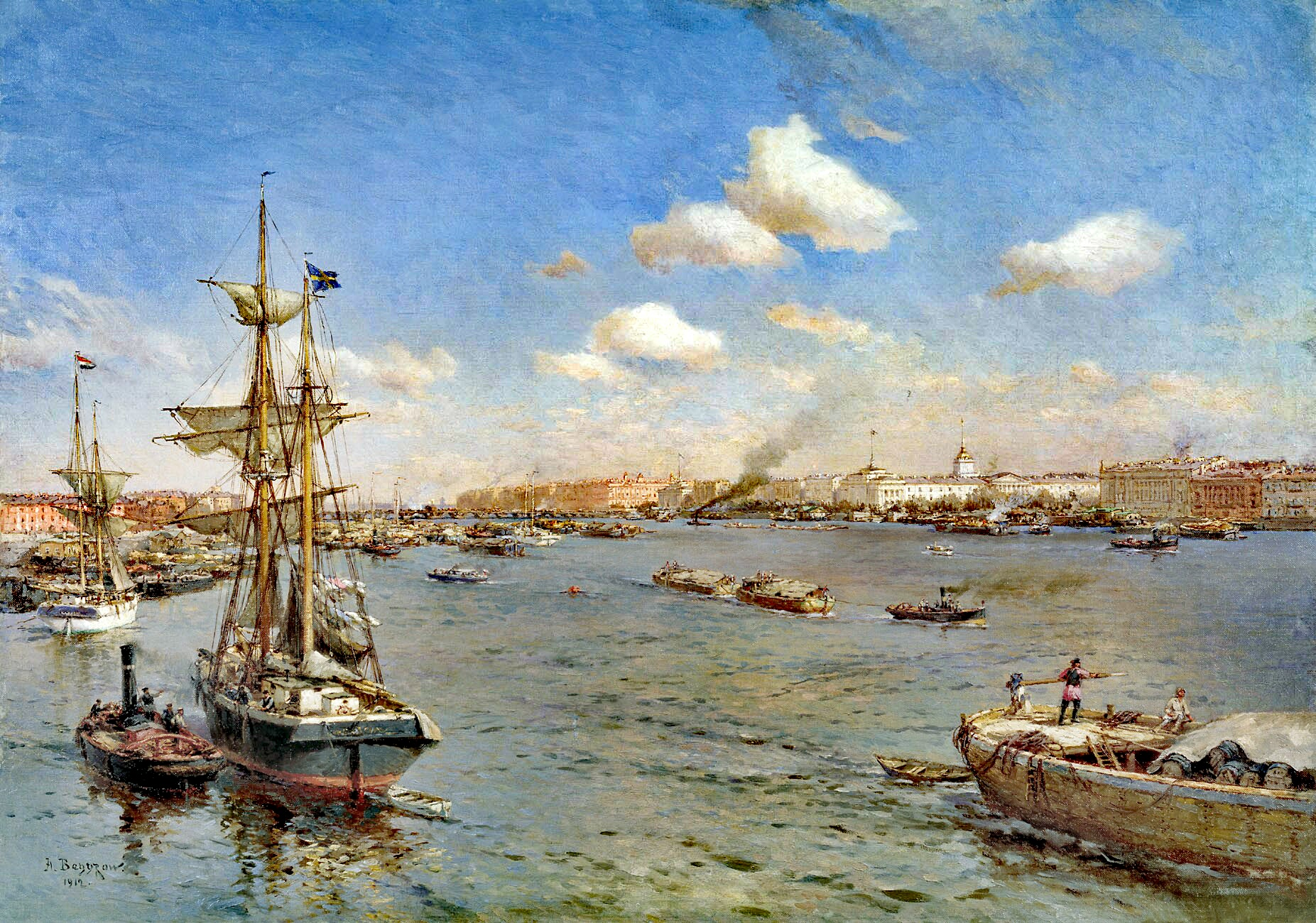
«Петербург. Вид на Неву», (1912) — Государственный Русский музей
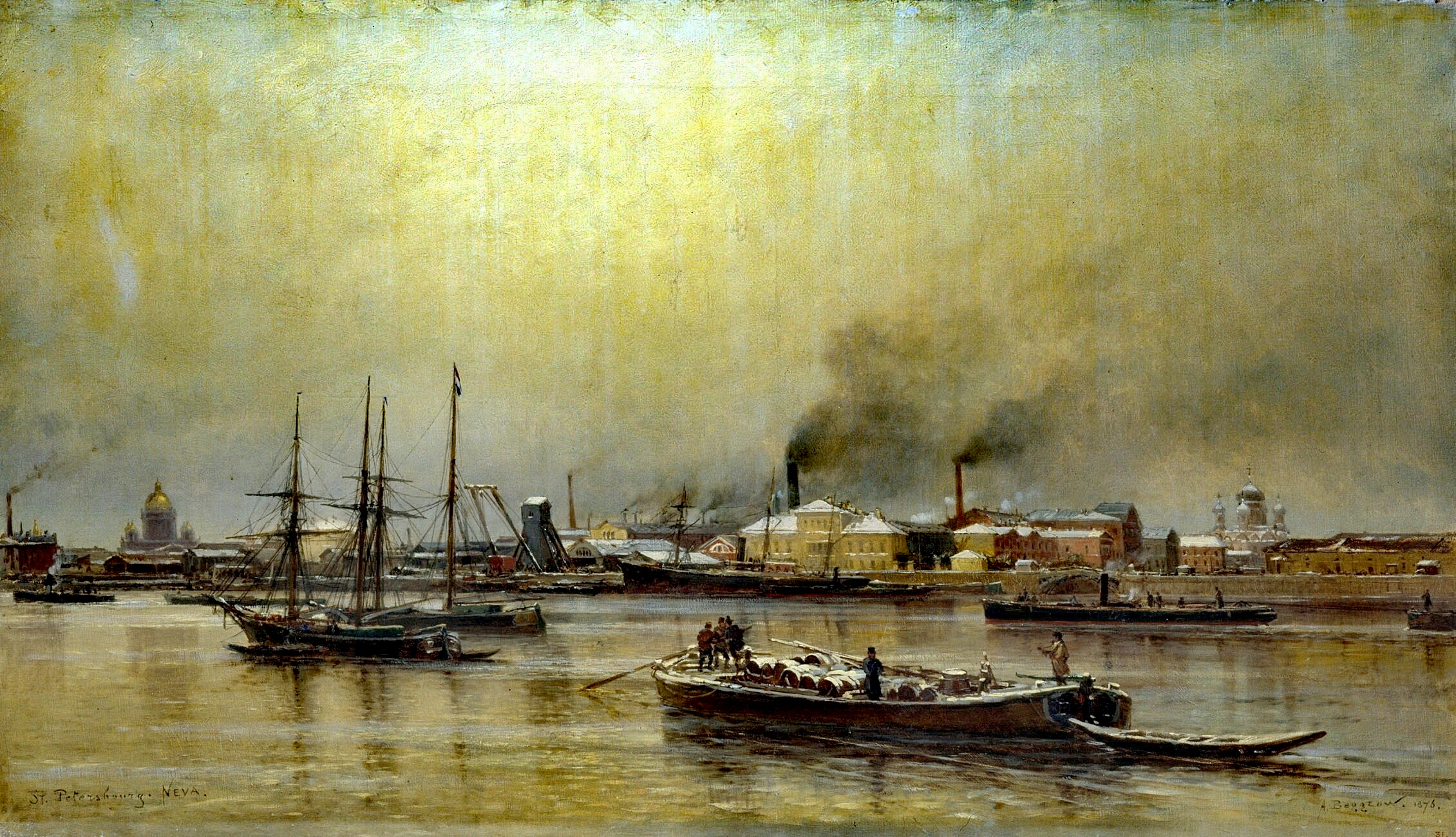
«Набережная Невы», (1876) — Государственный Русский музей

## Адрес в Санкт-Петербурге
- Биржевой пер., д. 1/10[18]

## Адреса в Гатчине

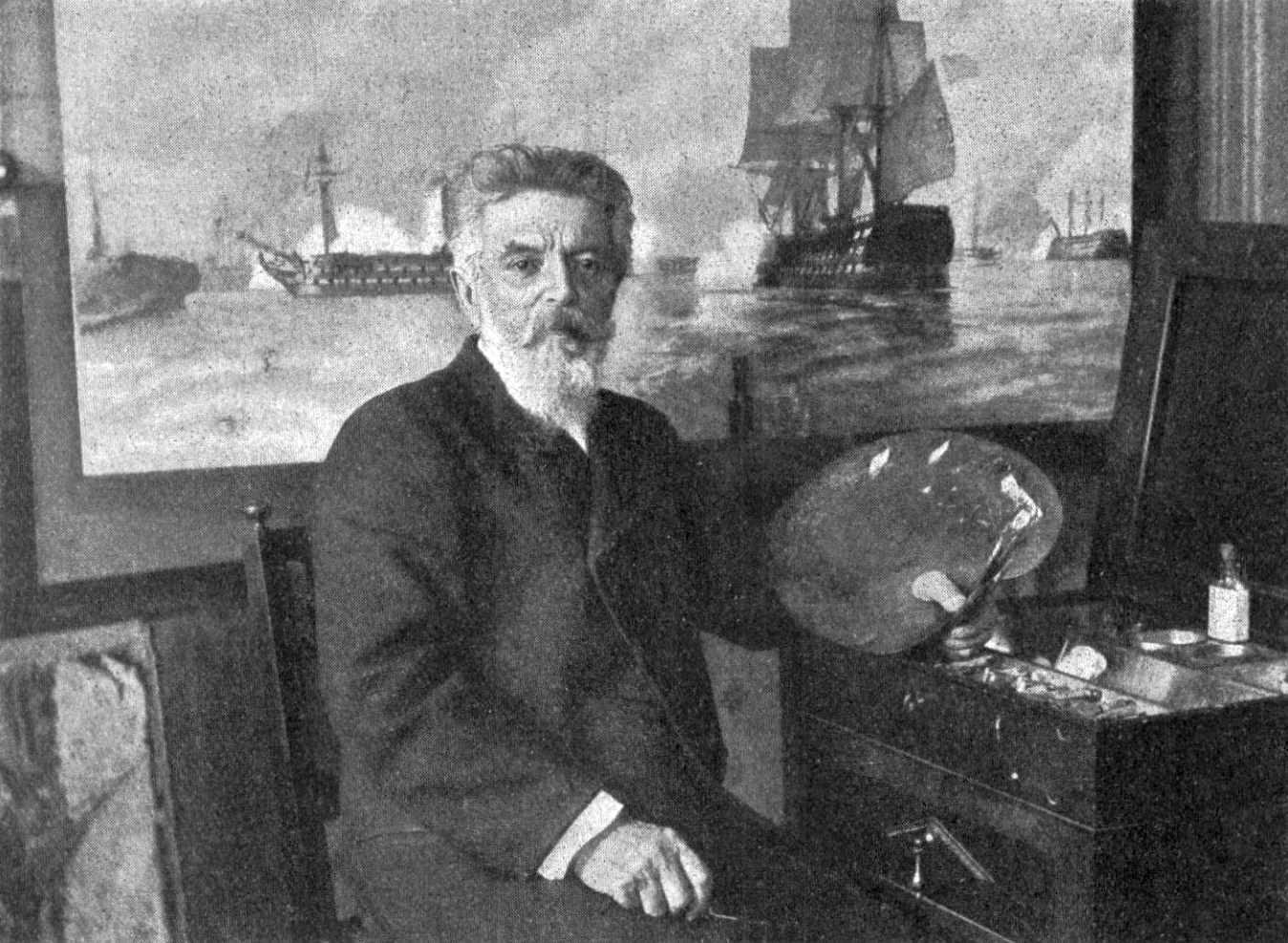
Александр Карлович Беггров за работой в своей мастерской, в Гатчине

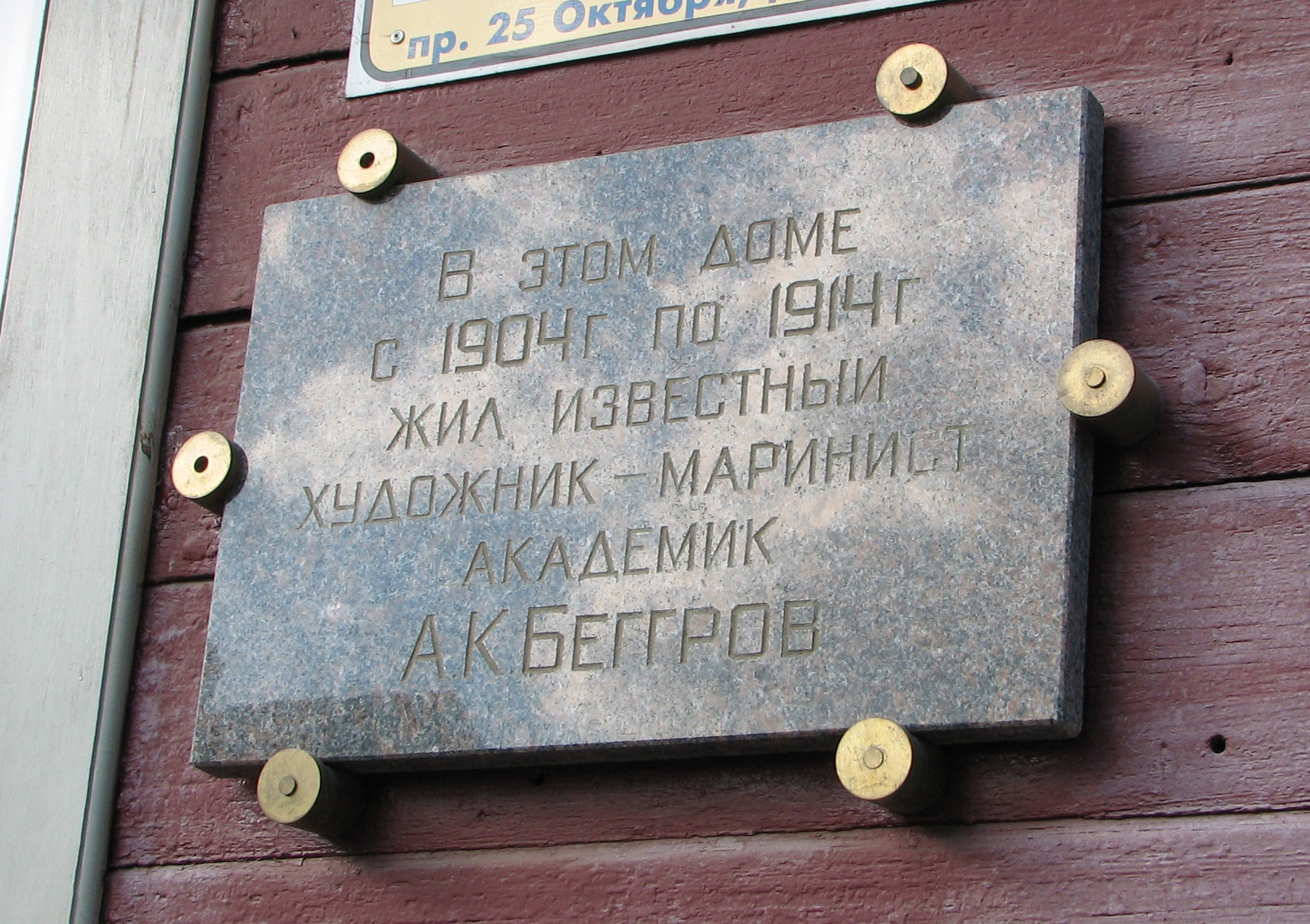
Мемориальная доска на доме 8 по ул. Соборной, где жил А. К. Беггров

- 1892—1904 — Александровская улица, дом 33 (ныне улица Володарского);
- с 1904 и до конца жизни — Соборная улица, дом 8.